# Csonka Gyula
Csonka Gyula (Győr, 1958. május 12. –) válogatott labdarúgó, jobbhátvéd.

## Pályafutása

### A válogatottban
1982 és 1986 között 3 alkalommal szerepelt a válogatottban.

## Sikerei, díjai
- Magyar bajnokság
  - bajnok: 1981–82, 1982–83
  - 2.: 1983–84, 1984–85
  - 3.: 1985–86
- Magyar kupa (MNK)
  - győztes: 1979
  - döntős: 1984

## Statisztika

### Mérkőzései a válogatottban
| Magyarország | Magyarország         | Magyarország            | Magyarország | Magyarország | Magyarország | Magyarország | Magyarország | Magyarország |
| #            | Dátum                | Helyszín                | Hazai        | Eredmény     | Vendég       | Kiírás       | Gólok        | Esemény      |
| ------------ | -------------------- | ----------------------- | ------------ | ------------ | ------------ | ------------ | ------------ | ------------ |
| 1.           | 1982. szeptember 22. | Győr, Rába ETO Stadion  | Magyarország | 5 – 0        | Törökország  | barátságos   | -            |              |
| 2.           | 1983. október 12.    | Budapest, Népstadion    | Magyarország | 0 – 3        | Anglia       | Eb-selejtező | -            |              |
| 3.           | 1986. november 12.   | Athén, Olimpiai Stadion | Görögország  | 2 – 1        | Magyarország | Eb-selejtező | -            | 69'          |
|              | Összesen             |                         |              | 3            | mérkőzés     |              | 0            | gól          |